# Tanit

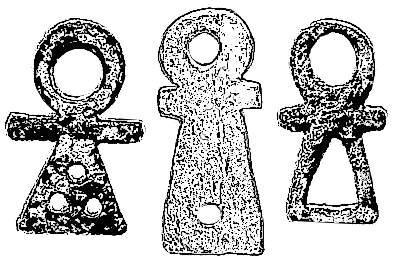
Brincos com a forma do símbolo de Tanit descobertos em Ascalão, atualmente em Israel

Tanit (em fenício e púnico: ´TNT), Tinnit, Tennit ou Tannou era uma deusa púnica e fenícia e a principal divindade de Cartago juntamente com o seu consorte Baʿal Hammon. O nome parece ser originário de Cartago, apesar de não aparecer nos nomes teóforos locais. Era equivalente à deusa-lua Astarte e foi posteriormente venerada na Cartago romana na sua forma romanizada como Dea Caelestis, Juno Caelestis ou simplesmente Caelestis.
Na Tunísia atual é costume invocar "Oumek Tannou" (Mãe Tannou) nos anos de seca para trazer chuva; tal como se fala de agricultura "Baali" quando se trata de agricultura não irrigada, ou seja, que depende apenas do deus Baʿal Hammon e não da sua consorte.

## Culto
Tanit foi adorada em contextos púnicos no Mediterrâneo Ocidental, de Malta a Gades (sul da Península Ibérica), até ao período helenístico. A partir do século V a.C., o culto de Tanit está associado ao de Baʿal Hammon. É-lhe dado o epíteto de pene baal ("face de Baal") e o título rabat, a forma feminina de rab ("chefe"). No Norte de África, onde as inscrições e materiais são mais abundantes, ela era, além de consorte de Baal Hammon, uma deusa celestial da guerra, uma deusa-mãe  virginal (não casada), enfermeira e, menos especificamente, um símbolo de fertilidade, como são a maior parte das formas femininas. Várias deusas gregas importantes  foram identificadas com Tanit pela sincrética interpretatio graeca, que reconhecia como divindades gregas em formas estrangeiras os deuses da maior parte das culturas não helénicas vizinhas.
O santuário de Tanit escavado em Sarepta, na Fenícia meridional, revelou uma inscrição que a identificou pela primeira vez na sua terra natal e a relacionou com segurança com a deusa fenícia Astarte (Ishtar). Um dos locais onde Tanit foi descoberta foi Kerkuane, na península de cabo Bon, na Tunísia.

### Sacrifícios de crianças

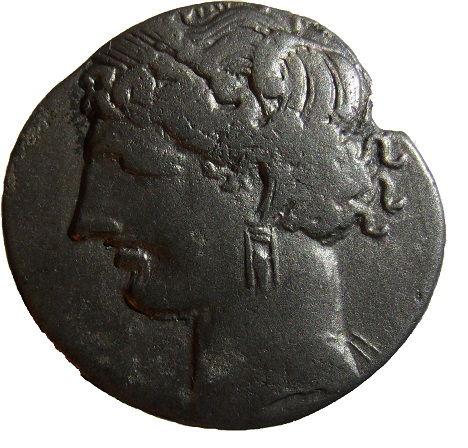
Moeda púnica cunhada em com a figura de Tanit

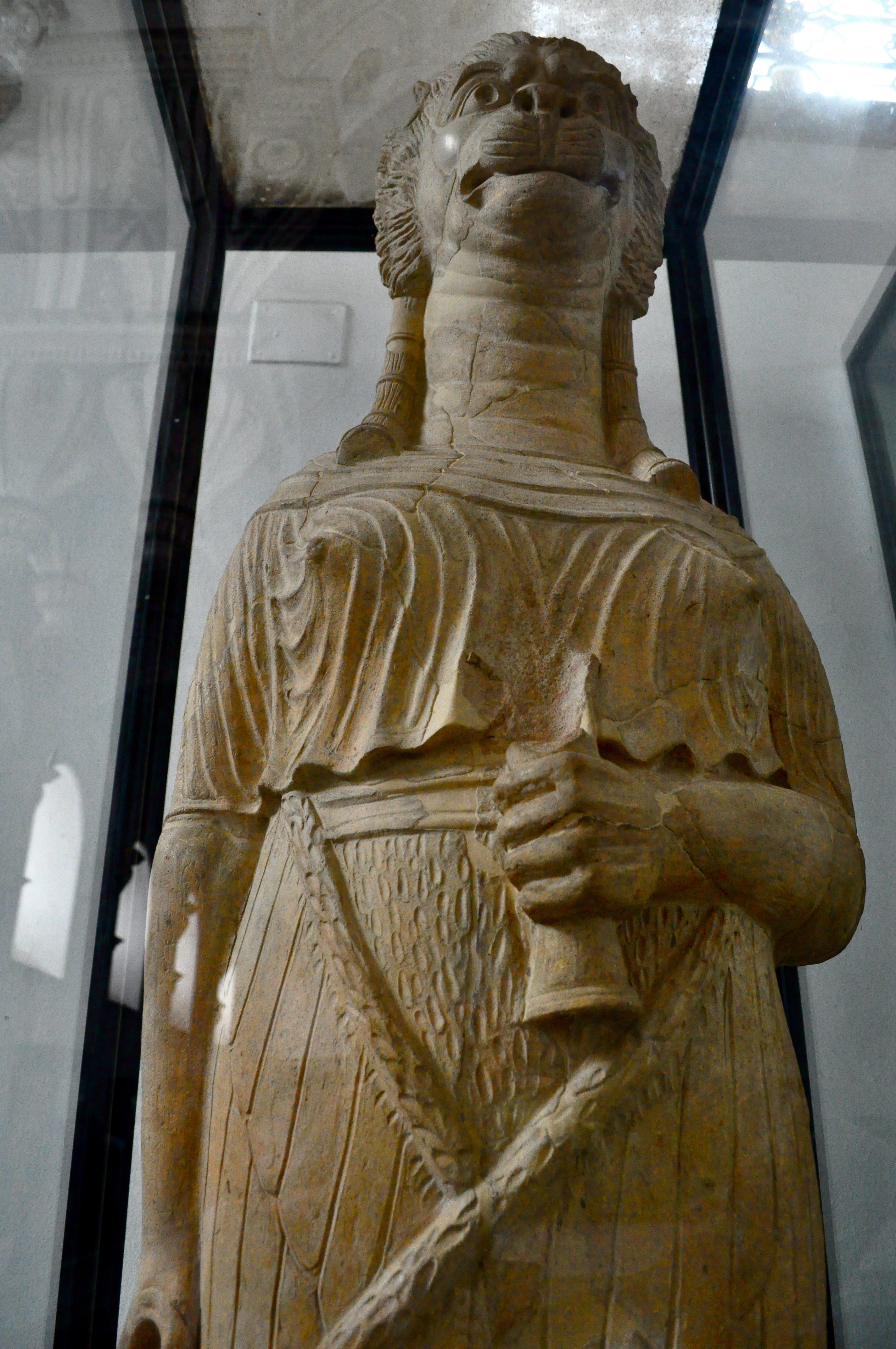
Estátua de Tanit com cabeça de leão; Museu Nacional do Bardo, Tunes

As origens de Tanit encontram-se no panteão de Ugarit, especialmente a deusa ugarítica Anat (Hvidberg-Hansen 1982), uma consumidora de sangue e carne. Há evidências significativas, embora disputadas, tanto arqueológicas como em certas fontes escritas, que apontam para sacrifícios de crianças como parte do culto de Tanit e Baal Hammon.
O sacrifício de crianças no culto de Tanit foi confirmado por achados arqueológicos no Tofete de Cartago e, segundo o cronista cristão norte-africano Tertuliano, ocorreu abertamente até ao reinado do imperador Tibério (r. 14–37 d.C.).

## Outros usos
Tanit ainda continuou a ser venerada no Norte de África muito depois da queda de Cartago, sob o nome latino de Juno Caelestis, sendo identificada com a deusa romana Juno. Os antigos berberes do Norte de África também adotaram o culto púnico de Tanit. Em egípcio, o nome de Tanit significa "Terra de Neite" (Neite é uma deusa da guerra). O seu símbolo, encontrado em muitos relevos em pedra, tem a aparência de um trapézio fechado por uma linha horizontal no topo e encimado no meio por um círculo: o braço horizontal é usualmente terminado por ganchos ou por duas linhas verticais curtas nos ângulos direitos. Mais tarde, o trapézio é frequentemente substituído por um triângulo isósceles. O símbolo é interpretado por Hvidberg-Hansen como uma mulher com as mãos erguidas. Este académico dinamarquês de filologia semiótica nota que Tanit é por vezes representada com uma cabeça de leão, mostrando a sua qualidade guerreira.
A hamsá, ou mão de Fátima, um talismã contra o mau-olhado comum no Norte de África e Médio Oriente, é tradicionalmente identificado como um símbolo de Tanit que foi assimilado pelo Islão tradicional como simbolizando a mão de Fátima, a filha dileta de Maomé. Essa identificação é, contudo, contestada por alguns académicos.